# Loch Achnamoine
Loch Achnamoine är en sjö i Storbritannien.   Den ligger i kommunen Highland och riksdelen Skottland, i den norra delen av landet, 800 km norr om huvudstaden London. Loch Achnamoine ligger 157 meter över havet.  Trakten runt Loch Achnamoine består i huvudsak av gräsmarker.